# DN65D
De DN65D (Drum Național 65D of Nationale weg 65D) is een geplande weg in Roemenië. Hij zal van de DN65 in Pitești naar de DN7 in dezelfde stad lopen en zo de zuidwestelijke rondweg ervan vormen. 